# トンツカタン
トンツカタンは、プロダクション人力舎に所属する日本の男性お笑いトリオ。スクールJCA21期生。

## メンバー
お抹茶（おまっちゃ、1989年9月26日 - ）（35歳）
ボケ担当、立ち位置は中央（漫才では向かって左端）。2020年頃よりネタ作成も担当。
- 埼玉県越谷市出身。
- 獨協大学経済学部経済学科卒業。
- 身長170cm、体重70kg、血液型B型。
- 本名および旧芸名：菅原 好謙（すがはら よしのり）
- 趣味は草野球、手料理（調理師免許あり）、飲酒。特技は占い、ガンスピン。
- 芸人を志した理由は、小学校時代に見ていた『内村プロデュース』に衝撃を受けたから。
- 2016年3月1日、小学校教諭の一般女性と結婚したことを公表した。
- 2020年8月30日に、現在の芸名に改名した。
- 自己紹介時に「お抹茶にハマっちゃえ〜！」と言う。

櫻田 佑（さくらだ たすく、1989年9月4日 - ）（35歳）
ボケ担当、立ち位置は向かって右端。
- 秋田県出身。
- 文教大学人間学部心理学科卒業。
- 身長183.6cm、体重60kg、血液型AB型。
- 芸人を志した理由は、お笑いが好きで菅原（お抹茶）に誘われたから。
- 櫻田がR-1に出場する際のみ「トンツカタン 黒川」の名義を使用している。2025.08.10放送の日曜チャップリンでのピンネタの披露後のトークで、母親の旧姓と発言した。
- 趣味はドラゴンクエスト（プレイ、音楽、オーケストラ鑑賞など）、その他ゲーム、名探偵コナン（名探偵コナン検定1級取得）、その他漫画、音楽鑑賞、CDショップでの試聴、麻雀、麻雀対局観戦、映画鑑賞、古着屋、読書（薬丸岳、コナン・ドイルなど）。
- 特技は神経衰弱、コナンの表紙を見れば何巻かわかること。
- 大のバンド好きであり、好きなバンドにyonigeやOKOJOなどをあげている。

森本 晋太郎（もりもと しんたろう、1990年1月9日 - ）（35歳）
ツッコミ・ネタ作成担当、立ち位置は向かって左端（漫才では中央）。

## 略歴
2012年結成。3人ともプロダクション人力舎が運営する養成所・スクールJCAの21期出身の同期であり、お抹茶と櫻田は学生時代にアルバイト先で出会って一緒に入学している。
養成所時代はお抹茶と櫻田のコンビであり、そのときからコンビ名は「トンツカタン」であった。トリオ名は櫻田の兄が命名したもので、響き重視で特に意味はない（元々は「トンツカタントンツカタン」であったが、長すぎるため省略された）。
コンビ時代はツッコミのいないボケっ放しのコントを演じ、森本は「おもしろいんだけど、わかりにくいからウケづらかった」と感じていた。卒業間近になって、他のコンビを解散していた森本が加わる形でトリオとなった。
卒業後はJCAプロモーションへ昇格し、2013年よりプロダクション人力舎へ正式所属となった。
2016年、第7回お笑いハーベスト大賞で優勝。
2019年、第5回マイナビ Laughter Nightチャンピオン大会にてマイナビ賞を受賞。
2022年、第9回NHK新人お笑い大賞にて決勝進出。

## 芸風
主にコントで、奇妙な設定を持ち味とする。トリオ結成時点から森本がネタ作りを担当していたが、2020年頃からお抹茶もネタ作りに加わるようになり、その後はお抹茶がメインのネタ作り担当に変わっている。近年は漫才を披露することもあり、2021年のM-1グランプリでは準々決勝に進出している。

## 賞レース成績

### キングオブコント
| 年度   | 結果         |
| ------ | ------------ |
| 2012年 | 1回戦敗退    |
| 2013年 | 2回戦進出    |
| 2014年 | 2回戦進出    |
| 2015年 | 2回戦進出    |
| 2016年 | 準決勝進出   |
| 2017年 | 準々決勝進出 |
| 2018年 | 準々決勝進出 |
| 2019年 | 準々決勝進出 |
| 2020年 | 準々決勝進出 |
| 2021年 | 準決勝進出   |
| 2022年 | 準々決勝進出 |
| 2023年 | 準々決勝進出 |
| 2024年 | 準々決勝進出 |
| 2025年 | 準々決勝進出 |

### M-1グランプリ
| 年度   | 結果         | エントリー No. | 会場                   | 日程     |
| ------ | ------------ | -------------- | ---------------------- | -------- |
| 2021年 | 準々決勝進出 | 2074           | ルミネtheよしもと      | 11月17日 |
| 2022年 | 3回戦進出    | 2211           | よしもと有楽町シアター | 10月31日 |
| 2023年 | 準々決勝進出 | 2460           | ルミネtheよしもと      | 11月21日 |
| 2024年 | 準々決勝進出 | 2979           | ルミネtheよしもと      | 11月21日 |

### R-1グランプリ

#### お抹茶
| 年度   | 結果         | 会場                        | 日程    | 備考                                     |
| ------ | ------------ | --------------------------- | ------- | ---------------------------------------- |
| 2013年 | 1回戦敗退    |                             |         |                                          |
| 2014年 | 1回戦敗退    |                             |         |                                          |
| 2015年 | 不参加       |                             |         |                                          |
| 2016年 | １回戦敗退   | 新宿シアターモリエール      | 1月5日  |                                          |
| 2017年 | 2回戦進出    | TOKYO FM HALL               | 1月20日 | 「菅原でした」に名義を変えて出場         |
| 2018年 | 2回戦進出    | 雷5656会館                  | 1月18日 |                                          |
| 2019年 | 不参加       | 不参加                      | 不参加  |                                          |
| 2020年 | 2回戦進出    | 新宿シアターモリエール      | 1月26日 | この年まで「トンツカタン菅原」として出場 |
| 2021年 | 1回戦敗退    | シダックスカルチャーホールA | 1月7日  |                                          |
| 2022年 | 準々決勝進出 | ルミネtheよしもと           | 2月1日  |                                          |
| 2023年 | 準決勝進出   | 有楽町朝日ホール            | 2月11日 |                                          |
| 2024年 | 決勝9位      | フジテレビV4スタジオ        | 3月9日  |                                          |
| 2025年 | 準決勝進出   | NEW PIER HALL               | 2月2日  |                                          |

#### 黒川[注 1]
| 年度   | 結果         | 会場                        | 日程    |
| ------ | ------------ | --------------------------- | ------- |
| 2021年 | 1回戦敗退    | シダックスカルチャーホールA | 1月7日  |
| 2022年 | 1回戦敗退    | シダックスカルチャーホールA | 1月22日 |
| 2023年 | 2回戦進出    | よしもと有楽町シアター      | 1月18日 |
| 2024年 | 1回戦敗退    | シダックスカルチャーホール  | 1月8日  |
| 2025年 | 準々決勝進出 | ルミネtheよしもと           | 1月17日 |

#### 森本
森本晋太郎#賞レース成績を参照。

### その他
- 2014年 THE MANZAI 1回戦敗退[37]
- 2015年 アンダー5コンテスト 決勝進出[38]
- 2015年 第6回お笑いハーベスト大賞 本戦（準決勝）進出
- 2016年 第7回お笑いハーベスト大賞 優勝[1]
- 2019年 第40回ABCお笑いグランプリ 決勝進出[39]
- 2019年 第5回マイナビ Laughter Nightチャンピオン大会 マイナビ賞[40]
- 2021年 第2回ツギクル芸人グランプリ 決勝進出[41]
- 2021年 第8回NHK新人お笑い大賞 本戦出場
- 2022年 お笑いゲームネタNo.1決定戦 ゲームネタグランプリ 出場 - 櫻田のみ
- 2022年 第9回NHK新人お笑い大賞 決勝進出

## 出演
森本のみの出演については森本晋太郎#出演を参照。

### テレビ
過去の出演番組
- ぐるぐるナインティナイン（日本テレビ）
  - ぐるナイおもしろ荘 若手にチャンスと愛を…誰か売れて頂戴SP（2015年1月1日）
  - 春の京都ゴチ2時間SP（2015年4月2日）
- 学生才能発掘バラエティ 学生HEROES!（テレビ朝日） - 2015年4月16日
- サンバリュ うちのガヤがすみません!（日本テレビ） - 2015年6月7日
- あけるなキケン（TBSテレビ） - 2015年6月15日
- PON!（日本テレビ） - 2015年9月9日、2015年10月13日
- ニノさん（日本テレビ） - 2016年1月17日
- ロンドンハーツ（テレビ朝日） - 2016年2月16日
- こそこそチャップリン（テレビ東京） - 2016年3月6日初出演
- じわじわチャップリン（テレビ東京） - 2016年4月2日初出演
- そこそこチャップリン（テレビ東京） - 2016年4月3日
- 本能Z（CBCテレビ） - 2016年10月15日
- にちようチャップリン （テレビ東京） - 2017年4月16日・23日・30日・5月7日・14日・21日・28日・6月4日・11日・18日・25日・7月2日・9日・16日・23日・30日・8月6日・9月10日・10月15日・11月5日・12月17日・2018年1月14日・3月4日・18日・25日・4月29日・5月20日・2020年5月16日
- シャキット!（チバテレ） - 2017年4月28日 - 2020年2月7日- 月2回のレギュラーコーナー「Stay hungry!」(〜2018年3月は「ハッピーハウス」)に出演
- 有田ジェネレーション（TBSテレビ） - 2017年6月1日、7月13日
- 前略、西東さん（中京テレビ） - 2018年4月28日[42]
- 柏まつり特番（チバテレ） - 2018年8月12日
- 有田P おもてなす（NHK） - 2018年10月6日・12月22日
- オールスター後夜祭（2018年10月7日[43]、2019年4月7日[44]、TBSテレビ）
- そろそろ にちようチャップリン （テレビ東京） - 2018年11月3日・10日、2019年2月16日・23日、9月28日、10月5日、2020年7月19日、12月5日、2021年4月10日
- じゃじゃじゃじゃ〜ン!（フジテレビ） - 2020年4月19日・6月14日・7月26日・8月16日 - 「今月のラッキー変なの」イラスト・ナレーション ※お抹茶のみ
- 勇者ああああ（2018年11月30日・2019年2月8日、テレビ東京）※櫻田のみ
- 有吉の壁（日本テレビ） - 2020年8月5日、2023年4月26日
- 中居正広の金曜日のスマイルたちへ（2020年12月25日、TBSテレビ）
- 女の揉めごとお笑いバトル いざこざの花園（2021年4月2日、7日、8日 フジテレビ）
- ネタパレ（2021年7月9日・2022年1月14日・2月25日・5月27日・8月12日・11月25日・2023年1月1日・27日・2月17日・3月10日・31日・7月21日・8月4日、フジテレビ）
- 松本・中居・ナイナイの今週末はラフ&ミュージック（2021年8月27日、フジテレビ）
- ツギクル芸人グランプリ（2021年9月18日、フジテレビ）
- 令和3年度NHK新人お笑い大賞（2021年10月31日、NHK総合）
- あちこちオードリー（2021年11月3日・12月1日、テレビ東京）
- 千鳥のクセがスゴいネタGP（2021年11月4日、フジテレビ）
- わらたまドッカ〜ン（2022年1月17日・23日・5月12日・6月2日、Eテレ）
- 防犯カメラが捉えた!衝撃コント映像2022冬（2022年2月6日、ABC）
- ザ・ベストワン（2022年2月11日、TBSテレビ）
- 賞金奪い合いネタバトル ソウドリ〜SOUDORI〜（2022年9月19日、TBS）
- ラヴィット!（2022年9月21日、TBS）
- しくじり先生 俺みたいになるな!!（2023年6月9日※お抹茶のみ、Abema）
- 白黒アンジャッシュ（千葉テレビ）- 2024年11月19日・26日放送

### ラジオ
現在の出演番組
- 秋田ねねねフェス実行委員会（2024年7月7日 - 、ABSラジオ） - 櫻田のみ

過去の出演番組
- Saturday Night Laugh → マイナビ Laughter Night（TBSラジオ） - 2015年4月25日[45]・7月4日[46]・9月12日[47]、2016年2月6日[48]・9月24日[49]、2017年8月4日[50]、2018年1月5日[51]・7月27日[52]・8月31日[53]、2019年4月12日[54]、2020年9月25日[55]、2021年1月15日[56]・5月14日[57]
- 東京03の好きにさせるかッ!（2021年3月25日、NHKラジオ第1）
- タカアンドトシのお時間いただきます（2022年4月6日 - 2023年2月22日、NHKラジオ第1）

### 舞台
- 舞台タメ劇 vol.1『タイムカプセル Bye Bye Days』（2025年1月9日 - 26日、紀伊國屋ホール） - ノブ（塩崎伸生） 役（櫻田）[58]

### WEBラジオ
- 聞くトンツカタン（2020年4月7日 - 2023年6月25日、GERA放送局）

### WEBアニメ
- 秋田犬たれみみだいちゃん（2020年7月 - 、YouTube） ※櫻田のみ：だいすけ 役（脚本手伝いも担当）[59]

### 連載
- トンツカタンお抹茶のバズらせフード[60] ※お抹茶のみ

## ライブ

### 単独ライブ
- シルエット（2015年6月12日、新宿fu-）
- アラウンド（2015年12月11日、新宿vatios）
- トンツカタンⅠ 〜君の笑顔のためだけに〜（2017年7月21日・22日、ユーロライブ）
- トンツカタンⅡ 〜さよなら さよなら こんにちは〜（2018年3月23日・24日、ユーロライブ）

### その他のライブ
- 3月のトンツカタン（2021年3月5日、座・高円寺2）
- 新年のトンツカタン（2022年1月7日、北沢タウンホール）
- 3月のトンツカタン2022（2022年3月16日、西新宿ナルゲキ）
- 6月のトンツカタン2022（2022年6月10日、西新宿ナルゲキ）
- 3月のトンツカタン2023（2023年3月9日、西新宿ナルゲキ[61]）

## 作品集

### DVD
- トンツカタン単独ライブ「トンツカタン1」（2017年10月25日発売[62]）
- トンツカタン2 〜さよなら さよなら こんにちは〜（2018年7月25日発売[63]）